# ديفيد أميس ولز
ديفيد أميس ولز (بالإنجليزية: David Ames Wells)‏ هو مهندس واقتصادي أمريكي، ولد في 17 يونيو 1828 في سبرينغفيلد في الولايات المتحدة، وتوفي في 5 نوفمبر 1898 في نورويتش في الولايات المتحدة.

## وصلات خارجية
- ديفيد أميس ولز على موقع الموسوعة البريطانية (الإنجليزية)